# Jean-Barthélemy Hauréau
Jean-Barthélemy Hauréau [ejtsd: oreó] (Párizs, 1812. november 9. – Párizs, 1896. április 29.) francia történész, politikus és publicista.

## Élete
Folyóiratokba kezdett írogatni és 1838-ban átvette a Courrier de la Sarthe szerkesztését Le Mans-ban, ahol egyúttal városi könyvtárnok volt. 1845-ben Párizsba ment és a nemzeti könyvtár őre volt egészen az 1852. december 2-ai államcsínyig. 1862-ben könyvtárnok, 1870-ben a nemzeti nyomda igazgatója lett, de 1882-ben hivatalát letette. Tagja volt a Francia Szépirodalmi Akadémiának (Académie des inscriptions et belles-lettres). A Gallia christiana 15. és 16. kötetének feldolgozásáért (1856–65) ismételten megkapta a Gobert-díjat.

## Nevezetesebb munkái
- La montagne;
- Critique des hypothèses métaphysiques de Manès et de Pélage etc. (1810)
- Histoire littéraire du Maine (1843-1852, 2. kiad., 10 kötet, 1870-77)
- Le manuel du clergé (1844)
- Histoire de la Pologne (1846)
- François Ier et sa cour (1854)
- Charlemagne et sa cour (1853)
- Hugues de Saint-Victor (1859)
- Singularités historiques et littéraires (1872)
- Bernard Délicieux et l'inquisition albigeoise (1877)
- Catalogue des manuscrits de la Bibliothèque Mazarine (1887)